# The Plant Review
The Plant Review, publié chaque trimestre par la Royal Horticultural Society (RHS), est un magazine de 68 pages contenant « des articles de fond fascinants pour tous ceux qui aiment les plantes ». Ses articles écrits par des experts reconnus font autorité sur des sujets liés aux plantes, et incluent des profils de plantes, l'horticulture, la botanique ou le développement des plantes de jardin, en se concentrant principalement sur les plantes ornementales cultivées dans les jardins tempérés. Il reflète également le travail scientifique de la RHS, ainsi que les recherches menées par d'autres institutions et individus horticoles et botaniques.
Publié pour la première fois en 1979 sous le nom de The Plantsman, il a été renommé The Plant Review en septembre 2019.
Le site web de la RHS définit The Plant Review comme « écrit par des personnes qui connaissent et cultivent des plantes, chaque numéro de 68 pages en couleur est un passionnant mélange d'actualités, de jardins et de profils de plantes que vous aurez envie de cultiver ».

## Sujets
Les différents sujets du magazine comprennent :
- des profils et évaluations des genres, espèces et cultivars de plantes à valeur horticole ;
- des introductions et des descriptions de nouvelles plantes ;
- des techniques de culture et de propagation novatrices ou avancées ;
- des comptes rendus détaillés et résultats des essais de la RHS ;
- les récents développements dans la taxonomie des plantes et les changements de nomenclature des plantes de jardin ;
- des explorations et des voyages de plantes ;
- des opinions et points de vue d'éminentes personnalités de l'horticulture ;
- la conservation des plantes de jardin et des plantes sauvages d'intérêt horticole ;
- les progrès dans la sélection végétale et le développement de nouvelles plantes de jardin ;
- des profils d'experts en plantes, de sélectionneurs et de personnalités de l'horticulture ;
- l'illustration botanique et son développement.

## Histoire de la revue

### The Plantsman
The Plantsman a été publié pour la première fois en juin 1979. Le trimestriel a commencé comme un dérivé savant de The Garden, journal mensuel de la RHS, qui élargissait alors sa portée éditoriale et popularisait son approche en réponse à l'audience plus large due à l'augmentation rapide du nombre de membres de la société,. Entre sa création en 1979 et sa prise en charge complète par la RHS en 1994, The Plantsman a été publié par New Perspectives Publishing Ltd (plus tard Home and Law Publishing Ltd, puis HHL Publishing Ltd), en association avec la RHS.
Dans son introduction à la première édition de The Plantsman, son directeur d'édition Hugh Johnson indiquait que faire évoluer la ligne éditoriale de The Garden aurait signifié « […] omettre, ou en tout cas abréger, le genre d'études savantes, sans hâte et minutieusement amoureuses des plantes qui sont la véritable essence de la littérature horticole spécialisée ». Il présentait la création de The Plantsman comme la résolution de ce dilemme éditorial : « Son intention est de compléter le journal mensuel par des études trimestrielles pour le jardinier dont la passion pour les plantes ne sera jamais satisfaite — l’homme des plantes du titre. »
Le premier éditeur de The Plantsman était Elspeth Napier. Parmi les contributeurs au premier numéro figuraient Christopher Brickell (alors directeur du RHS Garden, Wisley, plus tard directeur général du RHS), Roy Elliott (alors rédacteur en chef du bulletin trimestriel de l'Alpine Garden Society ), Lawrence D Hills, fondateur (plus tard directeur) de la Henry Doubleday Research Association, et David McClintock, botaniste et auteur du best-seller Collins Pocket Guide to Wild Flowers.
Le magazine a été imprimé en noir et blanc, avec une planche couleur en frontispice (ainsi que de nombreuses illustrations) jusqu'en février 1994.

### The New Plantsman
En juin 1994, The Plantsman a été relancé sous le titre The New Plantsman avec une nouvelle rédactrice en chef, Victoria Matthews, précédemment rédactrice en chef de The Kew Magazine (journal des Royal Botanic Gardens, Kew). Elle a été suivie, à partir de mars 1995, par Sabina Knees. Depuis lors, le journal comporte des photographies et des illustrations en couleur sur d'autres pages.

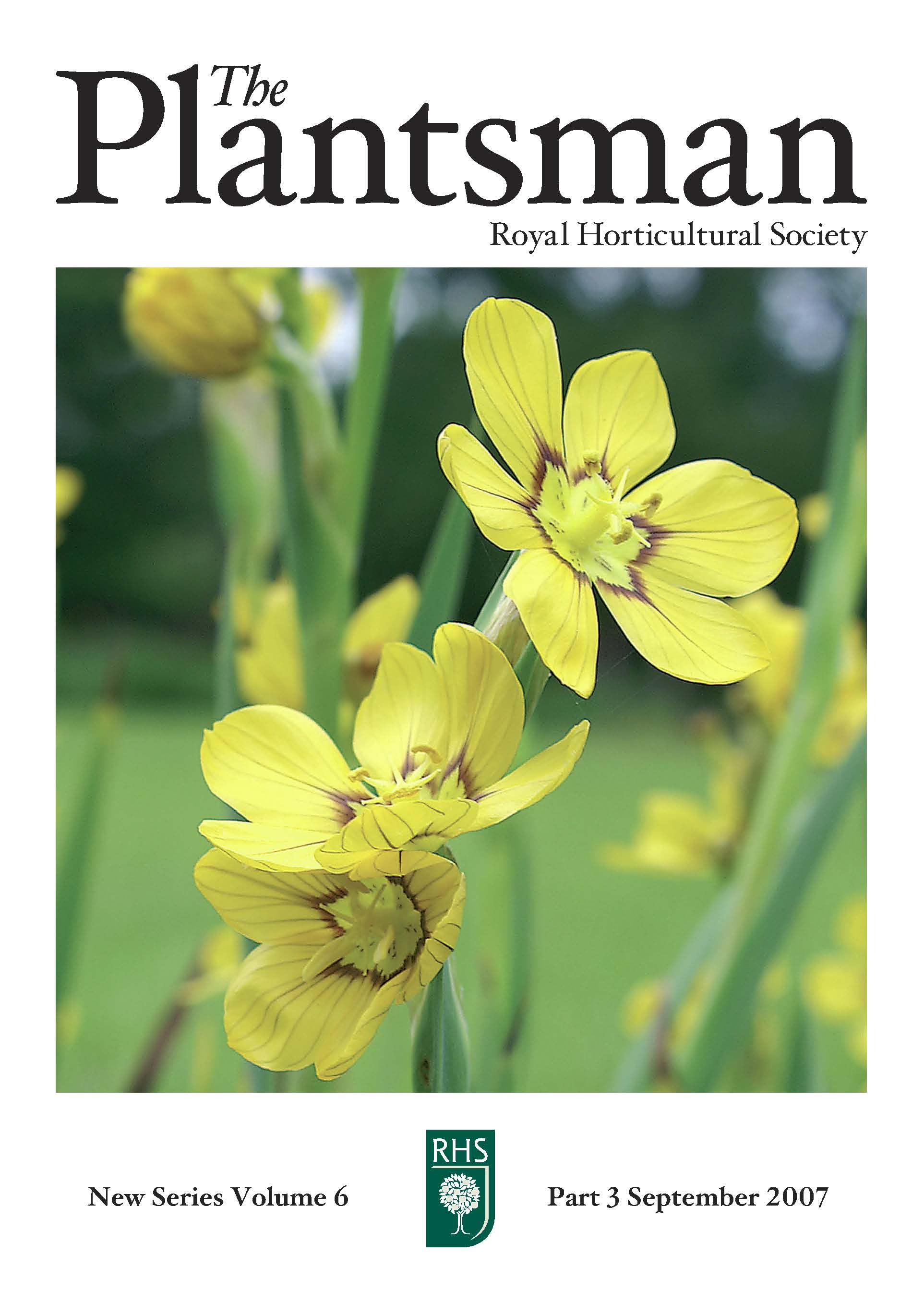
Couverture de The Plantsman en septembre 2007. La photographie de couverture est celle d'un Sisyrinchium macrocarpum prise par Rita Heaton.

### The Plantsman: New Series
En mars 2002, la publication est revenue à son titre d'origine (accompagné du suffixe New Series) sous la direction du botaniste et auteur Christopher Grey-Wilson. Pour la première fois, la couleur est devenue disponible sur chaque page. En 2005, le magazine a reçu un design rafraîchi sous la direction de son nouveau rédacteur en chef, Mike Grant, auparavant botaniste au RHS Garden, Wisley.
En novembre 2006, The Plantsman a été nommé lauréat du prix British Garden Media Guild pour le « magazine grand public de l'année » face aux deux autres finalistes BBC Gardeners' World et BBC Gardens Illustrated.
En novembre 2008, la même organisation a récompensé The Plantsman « News Story of the Year » pour un article intitulé « La Grèce veut récupérer ses plantes » dans le numéro de mars 2008.
En 2018, Mike Grant prend sa retraite en tant que rédacteur en chef, devenant contributeur. James Armitage, ancien botaniste principal de RHS Garden, Wisley prend alors la direction de la rédaction. Il expérimente sur le contenu et l'apparence du magazine, introduisant de nouvelles rubriques régulières, y compris des illustrations botaniques spécialement commandées en frontispice.

### The Plant Review
Le numéro de juin 2019 annonce que le titre cessera d'être connu sous le nom de The Plantsman. À partir du numéro de septembre 2019, il est renommé, avec un tout nouveau design, The Plant Review, un nom plus conforme à sa publication sœur The Orchid Review.

## Éditeurs
- Elspeth Napier 1979–1994
- Victoria Matthews 1994
- Sabina Genoux 1995–2000
- Christopher Grey-Wilson 2001–2005
- Mike Grant 2005–2018
- James Armitage 2018-présent